# Коњевићи (Чачак)
Коњевићи су насеље у Србији у општини Чачак у Моравичком округу. Према попису из 2022. било је 769 становника.
Овде се налази Црква Светог цара Константина и царице Јелене у Коњевићима.

## Демографија
У насељу Коњевићи живи 636 пунолетних становника, а просечна старост становништва износи 40,2 година (39,0 код мушкараца и 41,3 код жена). У насељу има 246 домаћинстава, а просечан број чланова по домаћинству је 3,20. Према попису из 1863, село је имало 303 становника.
Ово насеље је великим делом насељено Србима (према попису из 2002. године).
|  |

| Демографија | Демографија | Демографија |
| Година      | Становника  | Становника  |
| ----------- | ----------- | ----------- |
| 1948.       | 372         |             |
| 1953.       | 376         |             |
| 1961.       | 489         |             |
| 1971.       | 579         |             |
| 1981.       | 702         |             |
| 1991.       | 823         | 814         |
| 2002.       | 788         | 798         |
| 2011.       | 859         |             |

| Етнички састав према попису из 2002.‍ | Етнички састав према попису из 2002.‍ | Етнички састав према попису из 2002.‍ | Етнички састав према попису из 2002.‍ | Етнички састав према попису из 2002.‍ |
| ------------------------------------ | ------------------------------------ | ------------------------------------ | ------------------------------------ | ------------------------------------ |
|                                      |                                      |                                      |                                      |                                      |
| Срби                                 | Срби                                 |                                      | 787                                  | 99,87%                               |
| Црногорци                            | Црногорци                            |                                      | 1                                    | 0,12%                                |
| непознато                            | непознато                            |                                      | 0                                    | 0,0%                                 |

| Година пописа     | 1948. | 1953. | 1961. | 1971. | 1981. | 1991. | 2002. |
| ----------------- | ----- | ----- | ----- | ----- | ----- | ----- | ----- |
| Број домаћинстава | 73    | 74    | 114   | 152   | 202   | 234   | 246   |

| Број чланова      | 1  | 2  | 3  | 4  | 5  | 6  | 7 | 8 | 9 | 10 и више | Просек |
| ----------------- | -- | -- | -- | -- | -- | -- | - | - | - | --------- | ------ |
| Број домаћинстава | 45 | 54 | 42 | 52 | 24 | 22 | 7 | 0 | 0 | 0         | 3,20   |

| Пол    | Укупно | Неожењен/Неудата | Ожењен/Удата | Удовац/Удовица | Разведен/Разведена | Непознато |
| ------ | ------ | ---------------- | ------------ | -------------- | ------------------ | --------- |
| Мушки  | 319    | 101              | 196          | 16             | 6                  | 0         |
| Женски | 345    | 68               | 202          | 61             | 13                 | 1         |
| УКУПНО | 664    | 169              | 398          | 77             | 19                 | 1         |

| Пол    | Укупно                    | Пољопривреда, лов и шумарство | Рибарство                            | Вађење руде и камена | Прерађивачка индустрија       |
| ------ | ------------------------- | ----------------------------- | ------------------------------------ | -------------------- | ----------------------------- |
| Мушки  | 161                       | 21                            | 0                                    | 2                    | 67                            |
| Женски | 121                       | 14                            | 0                                    | 2                    | 32                            |
| УКУПНО | 282                       | 35                            | 0                                    | 4                    | 99                            |
| Пол    | Производња и снабдевање   | Грађевинарство                | Трговина                             | Хотели и ресторани   | Саобраћај, складиштење и везе |
| Мушки  | 0                         | 19                            | 16                                   | 3                    | 17                            |
| Женски | 0                         | 5                             | 25                                   | 6                    | 6                             |
| УКУПНО | 0                         | 24                            | 41                                   | 9                    | 23                            |
| Пол    | Финансијско посредовање   | Некретнине                    | Државна управа и одбрана             | Образовање           | Здравствени и социјални рад   |
| Мушки  | 0                         | 3                             | 3                                    | 2                    | 0                             |
| Женски | 1                         | 4                             | 2                                    | 7                    | 12                            |
| УКУПНО | 1                         | 7                             | 5                                    | 9                    | 12                            |
| Пол    | Остале услужне активности | Приватна домаћинства          | Екстериторијалне организације и тела | Непознато            | Непознато                     |
| Мушки  | 3                         | 0                             | 0                                    | 5                    | 5                             |
| Женски | 4                         | 0                             | 0                                    | 1                    | 1                             |
| УКУПНО | 7                         | 0                             | 0                                    | 6                    | 6                             |

## Галерија
- „Ауточачак” (Шкода)
- Улица Ђорђа Томашевића
- „Ауточачак”, хотел „Коле”